# 陈克恭
陈克恭（1961年12月—），甘肃兰州人，汉族，中华人民共和国政治人物、第十二届全国人民代表大会甘肃地区代表。
毕业于中科院兰州冰川冻土研究所自然地理专业。加入中国共产党。2008年4月，任张掖市委书记。
2013年，担任全国人大代表。2014年至2018年任西北师范大学党委书记，2018年1月，任甘肃省人大常委会副主任。